# アズマモグラ
アズマモグラ（Mogera imaizumii）は、真無盲腸目モグラ科モグラ属に属する哺乳類。

## 分布
日本（静岡県・長野県・石川県以北（下北半島の山沿いまで）の本州＜越後平野の一部を除く＞、京都府の山地・広島県現:庄原市の山地・三重県の鈴鹿山脈、紀伊半島南部・四国＜剣山や石鎚山などの山地＞・小豆島の一部に隔離分布）固有種
東京都内の生息状態は皇居の生物相 § 動物相に詳しい。東京都内では、ところどころ絶滅した箇所もある。

### モグラ戦争
要するに、東本州は名前通りアズマモグラの勢力、西はコウベモグラ（M. wogura）の勢力だとされる（西南本州で確認される本種は、"西南本州では山地に飛石的に分布しているにすぎない"）。いわゆる「モグラ戦争」の境界線は、静岡県にあり富士山西麓の溶岩流に食い止められていたものの、箱根（神奈川県）に移行し、さらにその箱根の北限まで迫っており、関東への突破も近いとも思われる。箱根も溶岩流が理由でコウベモグラが突破できない理由になっていた。
隔離個体群は遺存個体群とされる。つまり、アズマモグラはかつては西のいたるところ、全土に分布していた、古い型のモグラであるのが、生息地から駆逐されてきたのである。コウベモグラに対し山地個体群では土壌が浅く生息好適地でない・あるいは紀伊半島や小豆島では断崖などにより土壌の浅い場所があり侵入が阻止されていると考えられている。

## 形態
体長12.1 - 15.9センチメートル。尾長1.4 - 2.2センチメートル。体重48 - 127グラム。地域変異が大きく山地個体群は小型で、太平洋岸平地個体群は大型になり体重では約2倍の差異がある。視力は弱く尾はとても短い。毛色は山地個体群は暗褐色、河川下流域の平野部個体群は褐色みが強い。
吻上面の裸出部は長方形。上顎口蓋部の大きさは普通。上顎の切歯の歯列が浅いアルファベットのV字状。上顎の小臼歯は左右に3本ずつ、下顎の小臼歯は左右に2本ずつ。

### コモグラ
かつては丘陵や山地高原などに分布する小型の個体群を「コモグラ」、平原や田畑などに分布する者を「アズマモグラ」として仕分けしてきた経歴がある。
亜種（コモグラ） として黒田長礼が重ねて発表しているが（Mogera wogura minor Kuroda, 1936; Talpa micrura imaizumii (Kuroda, 1957)）、米哺乳類学者協会（ASM）データベースなどでは、これらを単に本種の別名としている。いまだ亜種 M. i. minorとする文献もある。

### 性別
モグラは繁殖期以外雌の膣口が閉じ（日本産は完全には閉じないがわかりにくい）、雄も陰嚢を持たないため雌雄の区別がつきにくいが、生殖突起と肛門との距離を測定することで雌雄判別が可能である。

## 生態
低地の草原・農耕地から山地の森林にかけて生息するが、湿潤で土壌の深い平野部を好む。森林内でも土壌が豊かな所には生息する。地下にトンネルを掘り、そこで生活をする。掘り出された土は地上に出され、モグラ塚を作る。活動と休息を含む1日3回の周期をもつ。2025年2月、山形大学によって山地林におけるアズマモグラの生息密度の相対評価が報告された。この研究は、登山道を歩きながらアズマモグラのトンネルを入念に探索することによって、生息密度は森林の植生や土壌環境によって大きく異なり、ミミズが多い場所ほど生息密度が高い傾向がみられることを明らかにした。
主に昆虫やミミズを食べるが、ジムカデ類、ヒル、植物の種子なども食べる。
トンネルの奥に、広葉樹の落ち葉を集めた径が約40cm、高さが約36cmになるボール状の巣を作り繁殖する。主に春（一部は秋）に1回に2 - 6匹の幼獣を産む。アズマモグラの1 親子（母1 個体、仔3 個体）を対象に遺伝マーカーを使用した親子判定を行った研究では、一腹の3 個体の仔の父親は1 個体であったことが明らかになっており、今後事例を増やした追加研究の実施が望まれている。寿命は約3年。

## 種の保全状態評価
- 都道府県版レッドデータブック[22]

愛知県・愛媛県 - 絶滅危惧II類
京都府・鳥取県・広島県・香川県・高知県 - 準絶滅危惧
滋賀県 - 希少種
山口県 - 情報不足
和歌山県 - 学術的重要
西日本では分布が局地的なため、森林の伐採等による土壌の乾燥化や、それに伴う生息地の消滅が影響していると考えられている。
一方東日本では広範囲で多数生息しているため、IUCNの保全状況では軽度懸念に分類されている。